# Eckenheim
Eckenheim, Frankfurt-Eckenheim – 29. dzielnica (Stadtteil) miasta Frankfurt nad Menem, w Niemczech, w kraju związkowym Hesja. Należy do okręgu administracyjnego Nord-Ost.